# Piratski radio
Piratski radio (engl. Pirate radio, ital. Radio pirata), odnosno radio piraterija je termin, koji označava nelegalno radio emitovanje. Etimologija termina potiče od neregulisane ili protivzakonite prirode emitovanja, iako je činjenica da su u određenom periodu razvoja piraterije, za ovakvo emitovanje korišćena morska plovila.

## Emitovanje na piratskim radio stanicama
Postoje slučajevi da radio stanica ima dozvolu na području odakle emituje, ali je signal
moguće uhvatiti izvan tog područja. Mnoge domaće stanice pokazuju tendenciju da emituju većom snagom od propisane.

## Objašnjenje piraterije
Piraterija u širem smislu, može da se odnosi na prirodu emitovanih sadržaja ili formata, na primjer, ako se ne emituje identifikacija radio stanice u skladu sa propisima. 
Mnoge legalne domaće radio stanice su zapravo piratske, bar po jednom osnovu. Veliki broj radio stanica ne emituju identifikaciju na propisanih deset do petnaest minuta, a neke još uvijek ni ne pakuju reklame u blokove ograđene namjenskim džinglovima.

## Istorija piratskog radija
Nisu samo slušaoci bili frustrirani britanskom radijskom regulativom, već i reklamne agencije. Kako se radio finansirao iz pretplate, reklamiranje na ovom mediju bilo je zabranjeno. 
Pretendenti na status komercijalnih radio emitera, iskoristili su mogućnosti koje su im pružale neke od zemalja, gdje ova zabrana nije postojala.

### Radio Luksemburg
Radio Luksemburg počeo je emitovati program na engleskom jeziku 1933. godine, kao jedna od prvih komercijalnih radio stanica, koje su se mogle slušati u Britaniji. Zaobilazeći britansku regulativu, predstavljao je efektivan način za reklamiranje različitih proizvoda i usluga.
Čujnost Radio Luksemburga omugućavala je propagacija. Propagacija je rasprostiranje radio talasa, u zavisnosti od vode u troposferi i jonizacije u gornjim slojevima atmosfere, pod dejstvom Sunca, koje zavisi od principa refleksije, refrakcije, apsorpcije, polarizacije, rasijanja i difrakcije.
Radio Luksemburg nudio je popularnu zabavu, kroz unaprijed pripremljene i snimljene, sponzorisane muzičke emisije. Program je isprva trajao nedjeljom od podneva do ponoći, i u različitim terminima tokom ostalih dana u sedmici. Emisije su bile raznovrsne, od snimaka koncerata do aktuelne plesne muzike. Tokom Drugog svjetskog rata, kada Radio Luksemburg nije emitovao program, da bi se sačuvala neutralnost Luksemburga, BBC-jeve slušaoce privlači Radio mreža za američku vojsku, osnovana 1943. godine, koja je emitovala mnoge popularne američke emisije, uključujući i Top 40 muzičke programe. Godine 1945, BBC pokreće laki program, kako bi odgovorio zahtjevima slušalaca za lakšim, zabavnijim sadržajima.
Radio Luksemburg emitovao je mješavinu živih emisija, koje su radili tamošnji disk-džokeji, i unaprijed snimljenih programskih segmenata iz britanskog studija. Slušaocima je stvarana iluzija da se sav program emituje uživo, iz jednog centra.
BBC i Radio Luksemburg nikada nisu pomenuli postojanje svog suparnika, iako su mnoge poznate ličnosti gotovo istovremeno gostovale na obje stanice.

### Radio Merkur
Radio Merkur je vjerovatno bila prva radio stanica, koja je emitovala iz međunarodnih voda. Počela je sa emitovanjem 2. avgusta 1958. godine. Ovaj danski pirat bio je inspiracija mnogim sljedbenicima u Švedskoj, Holandiji, Belgiji i Ujedinjenom Kraljevstvu. Stopama ovog radija uskoro su krenuli i Radio Veronika, sa antenama usmjerenim ka Holandiji i Radio Nord, koji je emitovao program za Švedsku. Radio Veronika pokrenuo je program na engleskom jeziku 1961. godine, a to je londonskog muzičkog agenta Ronana O’Rahilija inspirisalo na pokretanje sopstvenog piratskog programa. 
Po današnjim standardima, format programa Radio Luksemburga na engleskom djeluje čudno. Glavni konkurent Radio Luksemburgu više nije bio BBC, već TV mreža ITV, koja je takođe emitovala u večernjim satima i izdržavala se reklamama. Reklamni prostor Radio Luksemburga pripadao je kozmetici, slatkišima, šamponima, reklamama za benzin i programima za fudbalske kladioničare. 
Broj voditelja koji su opsluživali sve ove emisije bio je toliko veliki, da je kompanija suočena sa neisplativim konceptom aviona, punih radijskih glasova, naposlijetku došla do riješenja; 80% programa bilo je snimljeno u Londonu. Živo emitovanje iz Londona spriječavala je britanska pošta, kao dio plana da se onemogući ili bar oteža, funkcionisanje komercijalnog radija na tim prostorima. Poslije Radija Luksemburg, sa emitovanjem počeo je novi medij, radio Karolina, 1964. godine.

### Radio Karolina
Radio Karolina počela je da emituje komercijalni radio program, za Južnu Englesku iz broda, usidrenog manje od četiri milje od obale. Signal je bio jak i stabilan i nije varirao tokom dana, dopirući do slušalaca, u dijelu zapadno-evropskog priobalja. Prateći njegov uspjeh, zaplovila je čitava flota sličnih radio stanica, koje su emitovale programe različitih formata tokom cijelog dana.
Osnivač Radio Karoline, Ronan O’Rahili, nakon što je vodio „Rhythm & Blues Club“, osnovao je sopstvenu izdavačku kuću, ali njena muzička izdanja se nisu mogla čuti na mejnstrim mediju kakav je bio BBC.

## Literatura
- Endrju Bojd- Novinarstvo u elektronskim medijima, CLIO Beograd, 2002
- Đovani Gocini- Istorija novinarstva, CLIO Beograd, 2001
- Besim Spahić i Nermina Šačić-Novinarstvo u funkciji ljudskog napretka (radio i TV), Sarajevo 2004

## Spoljašnje veze
- (језик: енглески) BBC